# 中國燃煤發電

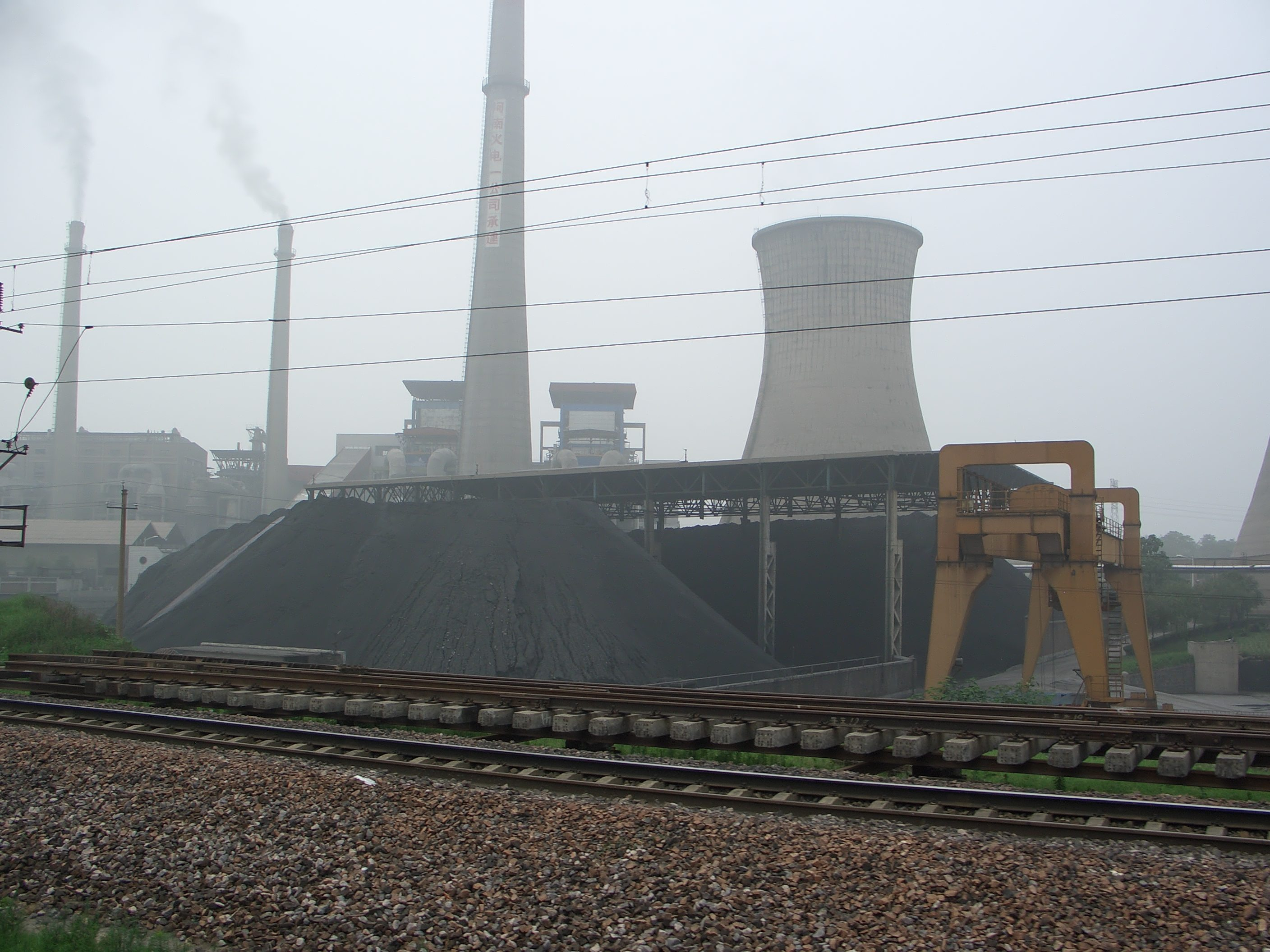
一間位於中國的燃煤發電廠。

中國燃煤發電（英語：Coal power in China）指的是在中國境內燃燒煤炭以生產電力（並經由該國國營國家電網公司負責配送）。中國的燃煤發電是導致全球溫室氣體排放增加的一大來源。（參見中國溫室氣體排放）
中國燃煤發電設施於2021年的裝置容量為1,080吉瓦（Gw，十億瓦），約佔中國發電廠總裝置容量的一半（參見中國發電廠列表）。該國於2020年的燃煤發電廠電力生產佔總發電量的57%。該國的燃煤發電量佔全球一半以上。而中國於2021年上半年又新核准燃煤發電裝置容量5吉瓦。所生產的電力以配額方式迫使公用事業公司購買，而非購買價格更為便宜的再生能源生產的電力。總部位於倫敦的非營利性智庫Carbon Tracker估計中國於2020年燃煤機組平均營運損失約4美元/百萬瓦時（MWh），約60%的電廠在2018年及2019年的現金流量為負數。根據總部設於美國加利福尼亞州的非營利組織能源基金會（Energy Foundation China）於2020年發佈的分析報告，為將全球氣溫升高控制在攝氏1.5°C（相較於第一次工業革命之前的平均氣溫），中國必須在2045年之前將所有不進行碳捕集與封存的燃煤發電廠逐步淘汰。然而中國在2023年仍有許多新的燃煤發電廠獲得批准。燃煤發電廠可根據其發電容量向政府收取費用（煤電廠不再只靠發電量賺錢，而是會獲得一筆固定的補貼，這筆補貼跟電廠的發電能力 ( 容量 ) 有關。中國政府採行此種措施的目的為：企圖將燃煤發電廠轉型為備用支援、維持國內能源安全。但此政策的缺點是可能會導致成本上升，因為即使不發電的煤電廠也可拿到固定金額的補貼。此外，穩定燃煤發電廠的營運也可能會延緩淘汰舊發電廠的速度，減緩該國轉向使用再生能源的進程。

煤炭仍是主要的發電用能源，但其佔比已開始下降中。

中國是世界上最大的煤炭生產國和消費國，也是最大的煤電用戶。中國（與其他二十大工業國一樣）在2009年承諾將終止功效不彰的化石燃料補貼，但截至2020年，直接補貼仍然存在，支持煤電的主要方式是保障性收購電網的電量 – 電網調度時會優先考慮與電廠簽訂的合同，而非當前發電成本的低廉與否。
該國發改委為遏制燃煤電廠持續快速興建，於2016年4月採取強力行動，發佈於全國許多地區限制建廠的指令。而後在2017年1月不顧地方當局企圖創立就業機會，又取消103座燃煤發電廠的建廠許可（涉及120吉瓦的發電容量）。建廠速率下降是由於該國已建造太多發電廠，而有些既有發電廠的利用率遠低於裝置容量。預計該國到2020年有超過40%的發電廠將出現淨虧損，新建的發電廠可能會成為擱淺資產。據報導該國於2021年有些電廠因被禁止隨高煤價而提高電價，因此瀕臨破產。
Carbon Tracker估計中國燃煤發電廠的平均營運損失為約4美元/百萬瓦時，於2018年及2019年期間約有60%的電廠出現負的現金流量。Carbon Tracker於2020年估計，中國有43%的燃煤發電廠的成本已經高於採用再生能源的，而到2025年，此一比率將上升到94%。根據能源基金會發表的2020年報告，為將全球平均氣溫升高控制在攝氏1.5°C，中國必須在2045年之前將未裝置碳捕集與封存設備的燃煤發電廠逐步淘汰。有份於2021年發表的研究報告，估計所有燃煤電廠都可透過在其財務壽命結束時除役的方式逐步淘汰。
《經濟學人》雜誌於2023年刊出一篇文章寫道，"不論是否有真的需求，建造燃煤電廠也是地方政府促進當地經濟成長的常見方式。"並且"中國人並不喜歡在能源上互補有無"。因此一個省可能更願意使用自建的燃煤發電廠，而非向別處輸入清潔能源。

## 外部連結
- Map of coal power stations （页面存档备份，存于） by Global Energy Monitor